# Sand Hills (Oklahoma)
Sand Hills est une census-designated place du comté de Muskogee, dans l'État d'Oklahoma, aux États-Unis. En 2020, elle compte une population de 339 habitants.